# 小早川煕平
小早川 煕平（こばやかわ ひろひら）は、室町時代中期から後期の武将。安芸国を拠点に置く沼田小早川氏の当主。諱の「煕」の字は、同国守護・山名時熙の偏諱を受けたものと考えられる。

## 生涯
応永23年（1416年）、小早川則平（のりひら）の次男として生まれる。長兄に小早川持平（もちひら、4代将軍・足利義持より偏諱を賜う）がいたため、本来なら家督は持平が継ぐはずだった。事実、父の則平は隠居して持平に家督を譲っている。
ところが晩年になって煕平を偏愛し、永享4年（1432年）に家督を持平から奪い、改めて煕平に譲って当主と成したのである。このため、永享5年（1433年）に則平が死去すると、小早川氏内部で家督抗争が起こった。
室町幕府6代将軍足利義教（義持の弟）はこの抗争に対して調停に乗り出し、煕平の家督相続を承認した。ところが、嘉吉元年（1441年）になって義教は小早川氏の分家である竹原小早川家の小早川盛景に家督を譲るように圧力をかけてくる。これは義教による有力大名・国人を弱体化させようとする内政干渉の一環であったが、同年の嘉吉の乱で義教が殺害されたため、家督は引き続き煕平が相続することとなった。
しかしこれが原因となり、以後は沼田小早川氏と竹原小早川氏の間で家督をめぐっての抗争が続いた。この抗争を鎮めるため、宝徳3年（1451年）に煕平は竹原小早川氏と妥協した上で和睦しようとしたが、当主で小早川盛景の息子弘景は応じないどころか安芸に勢力を拡大しようとしていた周防・長門守護大内教弘と手を結んで反抗してきたため、煕平は教弘と敵対関係にあった細川勝元及び安芸分郡守護武田信繁・信賢父子・毛利煕元・吉川之経らと手を結び、寛正2年（1461年）と寛正6年（1465年）に教弘・弘景らと戦った。
応仁元年（1467年）から応仁の乱が始まると、東軍の細川軍に与し、上京して毛利豊元らと共に西軍の大内政弘と戦った。文明4年（1472年）12月3日に死去。享年57（ただし没年に関しては異説も多い）。後を長男の敬平が継いだ。